# Carex aureolensis
Espèce
Classification phylogénétique
Carex aureolensis est une espèce de plantes du genre Carex et de la famille des Cyperaceae.